# Campionati europei di atletica leggera indoor 2017 - Salto triplo maschile

## Podio
| Pos.    | Atleta          | Nazionalità |
| ------- | --------------- | ----------- |
| Oro     | Nelson Évora    | Portogallo  |
| Argento | Fabrizio Donato | Italia      |
| Bronzo  | Max Heß         | Germania    |

## Record
| Record                | Record       | Record | Record          | Record       |
| --------------------- | ------------ | ------ | --------------- | ------------ |
| Record del mondo      | Teddy Tamgho | 17.92  | Parigi, Francia | 6 marzo 2011 |
| Record europeo        | Teddy Tamgho | 17.92  | Parigi, Francia | 6 marzo 2011 |
| Record dei campionati | Teddy Tamgho | 17.92  | Parigi, Francia | 6 marzo 2011 |

## Programma
| Data         | Ora   | Turno          |
| ------------ | ----- | -------------- |
| 3 marzo 2017 | 18:20 | Qualificazioni |
| 5 marzo 2017 | 16:04 | Finale         |

## Risultati

### Qualificazioni
Si sono qualificati direttamente gli atleti che hanno saltato almeno 16,60 m oppure si sono qualificati tra i primi otto.
| Posizione | Atleta               | Nazione    | numero 1 | numero 2 | numero 3 | Risultato | Note                                     |
| --------- | -------------------- | ---------- | -------- | -------- | -------- | --------- | ---------------------------------------- |
| 1         | Max Heß              | Germania   | 17.52    |          |          | 17.52     | Q                                        |
| 2         | Melvin Raffin        | Francia    | 17.20    |          |          | 17.20     | Q                                        |
| 3         | Jean-Marc Pontvianne | Francia    | 16.93    |          |          | 16.93     | Q                                        |
| 4         | Elvijs Misāns        | Lettonia   | 16.81    |          |          | 16.81     | Q                                        |
| 5         | Nelson Évora         | Portogallo | 16.47    | 16.79    |          | 16.79     | Q                                        |
| 6         | Pablo Torrijos       | Spagna     | 16.77    |          |          | 16.77     | Q                                        |
| 7         | Georgi Tsonov        | Bulgaria   | x        | 15.97    | 16.73    | 16.73     | Q                                        |
| 8         | Fabrizio Donato      | Italia     | 16.24    | 16.24    | 16.70    | 16.70     | Q                                        |
| 9         | Simo Lipsanen        | Finlandia  | 16.69    |          |          | 16.69     | Q                                        |
| 10        | Kevin Luron          | Francia    | x        | 16.51    | x        | 16.51     |                                          |
| 11        | Daniele Cavazzani    | Italia     | 16.05    | x        | 16.38    | 16.38     |                                          |
| 12        | Rumen Dimitrov       | Bulgaria   | 16.36    | 16.21    | 16.31    | 16.36     | Miglior prestazione personale stagionale |
| 13        | Tomáš Veszelka       | Slovacchia | 15.74    | 15.99    | 16.34    | 16.34     |                                          |
| 14        | Julian Kellerer      | Austria    | 16.14    | x        | 16.33    | 16.33     | Miglior prestazione personale            |
| 15        | Adrian Świderski     | Polonia    | x        | 16.01    | x        | 16.01     |                                          |
| 16        | Pavlo Beznis         | Ucraina    | x        | 15.72    | 15.99    | 15.99     |                                          |
| 17        | Zlatozar Atanasov    | Bulgaria   | 15.96    | 15.96    | 14.96    | 15.96     |                                          |
|           | Levon Aghasyan       | Armenia    | x        | x        | x        | -         |                                          |

### Finale
La finale è iniziata alle 16:04 di domenica 5 marzo
.
| Posizione | Atleta               | Nazione    | numero 1 | numero 2 | numero 3 | numero 4 | numero 5 | numero 6 | Risultato | Note                                     |
| --------- | -------------------- | ---------- | -------- | -------- | -------- | -------- | -------- | -------- | --------- | ---------------------------------------- |
| 1         | Nelson Évora         | Portogallo | x        | 16.92    | 17.20    | x        | 16.98    | x        | 17.20     | Miglior prestazione personale stagionale |
| 2         | Fabrizio Donato      | Italia     | 15.74    | 17.13    | –        | –        | –        | –        | 17.13     |                                          |
| 3         | Max Heß              | Germania   | x        | x        | 17.12    | x        | x        | 16.57    | 17.12     |                                          |
| 4         | Elvijs Misāns        | Lettonia   | 17.02    | 15.60    | x        | x        | 16.98    | 15.79    | 17.02     | PB                                       |
| 5         | Melvin Raffin        | Francia    | 16.13    | 16.92    | 16.64    | 15.23    | 16.06    | 16.92    | 16.92     |                                          |
| 6         | Jean-Marc Pontvianne | Francia    | 16.83    | x        | 16.90    | 15.45    | x        | 16.48    | 16.90     |                                          |
| 7         | Simo Lipsanen        | Finlandia  | 16.61    | 16.74    | 16.84    | x        | 16.79    | 16.72    | 16.84     | Record nazionale                         |
| 8         | Georgi Tsonov        | Bulgaria   | 16.57    | x        | 16.78    | –        | x        | –        | 16.78     | Miglior prestazione personale            |
| 9         | Pablo Torrijos       | Spagna     | 16.32    | 16.73    | 16.64    |          |          |          | 16.73     |                                          |